# Turkcyprioter

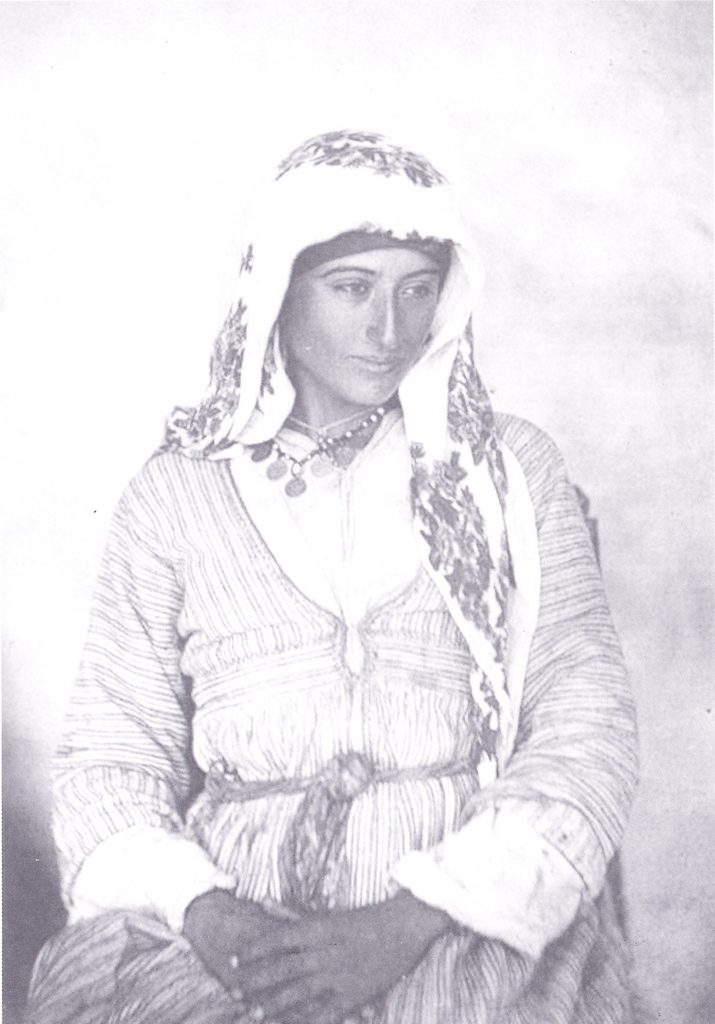
Cypriotisk kvinna iklädd traditionellt turkiska kläder, 1878.

Turkcyprioter (turkiska: Kıbrıs Türkleri eller Kıbrıslı Türkler; grekiska: Τουρκοκύπριοι) är invånare på Cypern med turkisk etnicitet, ibland exklusivt sådana som är infödda på Cypern, och inte ditflyttade från Turkiet. Majoriteten av turkcyprioterna bor sedan Cypernkrisen 1974 i Nordcypern, som utgör Cyperns nordligaste tredjedel.
Det beräknas att det finns omkring 300 000 turkcyprioter i världen. Folkräkningen i Nordcypern i slutet av april 2006 slog fast att 100 000 av den totala befolkningen på 264 172 invånare kallade sig turkcyprioter. Enligt Nordcyperns administration bor 90 000 turkcyprioter i Turkiet, 60 000 i Storbritannien, 28 000 i Australien och 20 000 i Nordamerika.